# ニューパルサーデラックス
ニューパルサーデラックスは、2015年2月に山佐から発売されたパチスロ（5号機）。本項では、2019年2月から稼動している後継機のニューパルサーデラックスチェリーバージョン及び同機の後継である6号機のニューパルサーDX3についても触れる。

## 概要
これまでの歴代ニューパルサーでは初となる完全告知機である。
- 6段階設定。BIGボーナスとREGボーナスだけで出玉を増やすシンプルなゲーム性。各ボーナスは順押しで312枚、104枚と獲得枚数は固定されていて技術介入はできない。
- ボーナスに当選すると左リール左側にある「シャカシャカランプ」が光り、告知する。点灯タイミングはレバーオン時から最終リールのストップボタンを離したときまでと様々である。
- ボーナスは単独ボーナスがメインだがチェリー重複もある。
- 小役の取りこぼしは発生しないため、フリー打ちで遊戯しても損は無い。
- 様々な違和感演出を搭載しており、発生するとボーナスが確定する。

## ニューパルサーデラックスチェリーバージョン
「ニューパルサーデラックス チェリーバージョン」は、2019年2月から稼動を開始した5.9号機。

### デラックスからの変更点
- 名前の通りチェリー重複でのボーナス当選確率が大幅にアップしており、チェリー出現時にはボーナス当選の期待が高まる。
- 払い出し枚数が、3枚掛けではこれまでの7枚から5枚に変更された。
- 図柄デザインが、過去のニューパルサーシリーズ同様の絵柄に戻された。
- デラックスと同じく違和感演出が搭載されているが、その総数が増えている。
- これまでのニューパルサーから大きく変わった点として左リールの配列に変更がある。これまで中リールのみだった白BAR図柄が、左リールにも追加された。
- ボーナスの獲得枚数はデラックスと同じであるが、レギュラーボーナス時には左リールの停止位置によっては中リールでベルを取りこぼすことがあるため、フリー打ちをすると獲得枚数が下がることがある。

## ニューパルサーDX3
「ニューパルサーDX3」は、2021年10月から稼動を開始した6号機。今作から発売が山佐ネクストに変更になった。形式名は「SニューパルサーDX3」。

### 5号機からの変更点
- 筐体リール前中央部にこれまでの「シャカシャカランプ」に代わる新たな告知「ゲコゲコランプ」が搭載された。
- 設定は1,2,3,4,6の5段階に変更。
- 従来作同様の違和感告知も多数搭載されている。その中には、虹河ラキのボイスも含まれる。
- ニューパルサーデラックスシリーズでは初めてビッグ中の技術介入要素が存在し、一度だけベルを取った後は逆押しフリー打ちで最大獲得となる259枚獲得になる。
- チェリーバージョンではレギュラーボーナスで取りこぼす箇所があったが、本機では順押しで104枚獲得固定となる。
- なお、レギュラー中はチェリーを狙うことによって中段チェリーが出現する事があり、その回数や挟んでリーチ目になるか否かで設定推測を行える。